# Von Bahr
von Bahr är en pommersk släkt från Stralsund som adlades år 1719 och introducerades år 1720 på Sveriges riddarhus som släkt nummer 1648. Den 31 december 2013 var 157 personer med efternamnet von Bahr bosatta i Sverige.

## Personer med efternamnet von Bahr
- Anders von Bahr, känd som Anders Eldeman (född 1960), programledare och skivsamlare
- Björn von Bahr (1935–2014), journalist och samlare
- Elisabeth von Bahr (1838–1914), filantrop och skolgrundare
- Eva von Bahr (1874–1962), fysiker
- Eva von Bahr (maskör) (född 1968), maskör och sminkör
- Gunilla von Bahr (1941–2013), flöjtist och musikchef
- Gunnar von Bahr (1907–1997), ögonläkare, professor
- Johan Christian von Bahr (1682–1745), ämbetsman och politiker
- Johan von Bahr (1860–1929), borgmästare och politiker, högerman
- Lotten von Düben, född von Bahr (1828–1915), fotograf
- Louise von Bahr (1870–1942), gymnastikdirektör
- Niki Lindroth von Bahr (född 1984), animatör och kortfilmare
- Per von Bahr (1876–1949), ingenjör
- Robert von Bahr (född 1943), musikproducent och skivbolagsdirektör
- Robert von Bahr (ingenjör) (1902–1982), väg- och vattenbyggnadsingenjör
- Rolf von Bahr (1912–1988), pionjärflygare av autogiro
- Stig von Bahr (född 1939), domare vid EU-domstolen